# Florianstor (Krakau)

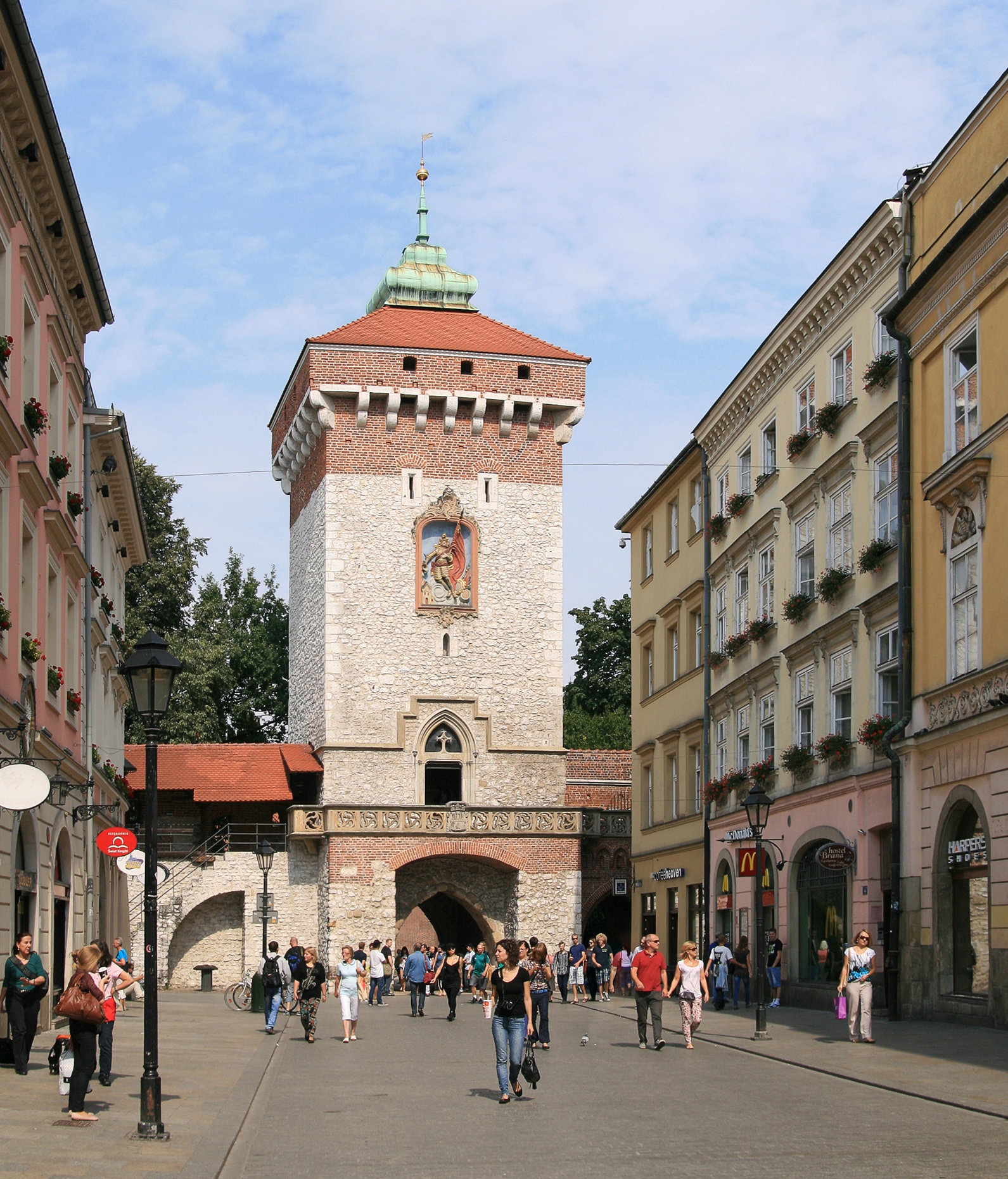
Das Florianstor von der Ulica Florianska gesehen

Das Florianstor (ältere deutsche Bezeichnung: Florianertor) ist das letzte erhaltene Stadttor der Krakauer Stadtmauer.
Es wurde am Anfang des 14. Jahrhunderts gebaut. Der Turm ist 34,5 m hoch. Auf der Innenstadtseite zeigen Künstler mit einer ständigen Freiluftgalerie eigene Werke und Kopien berühmter Gemälde; dort befindet sich auch ein Relief des St. Florian.

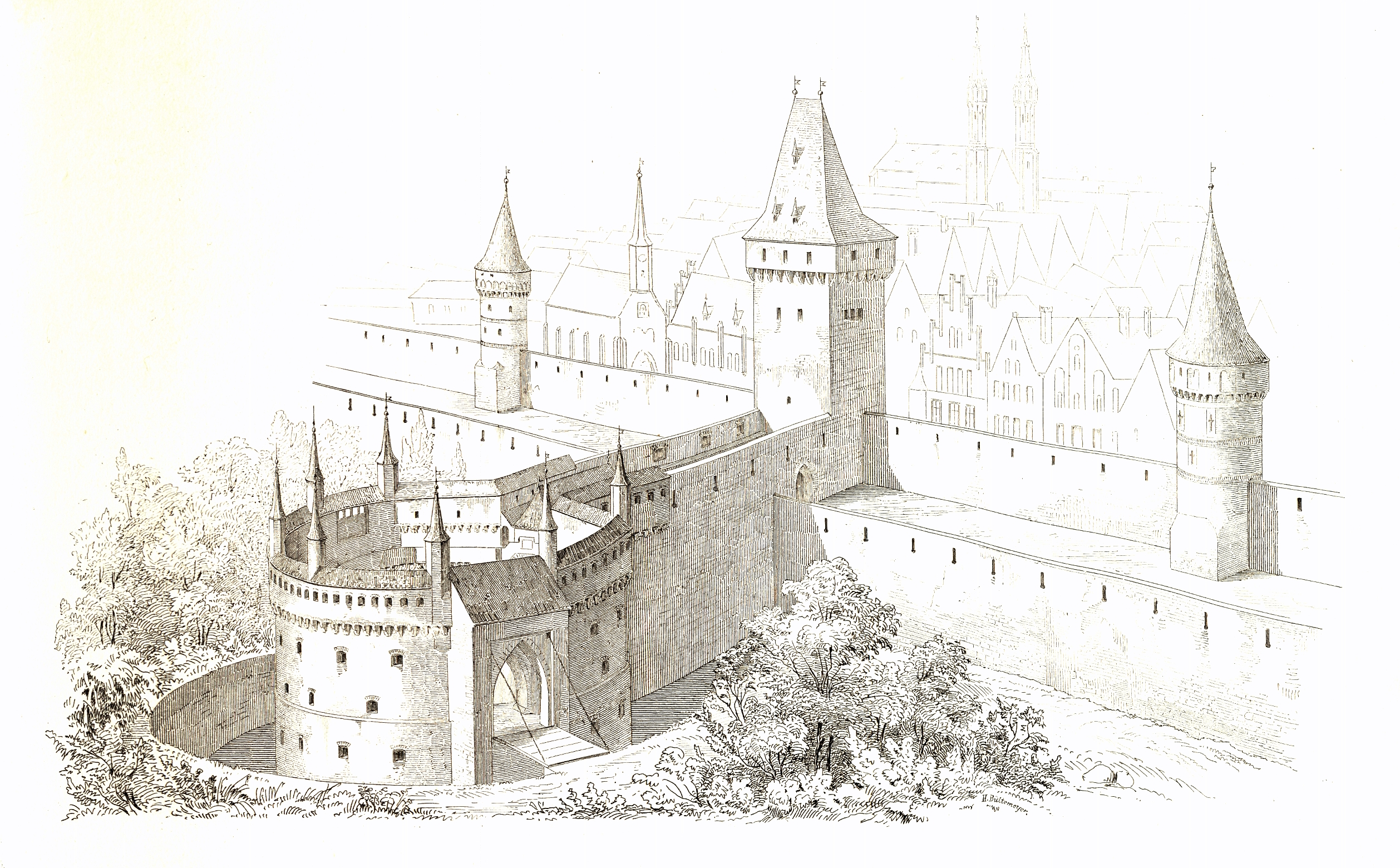
Mittelalterliche Gesamtansicht mit Barbakane
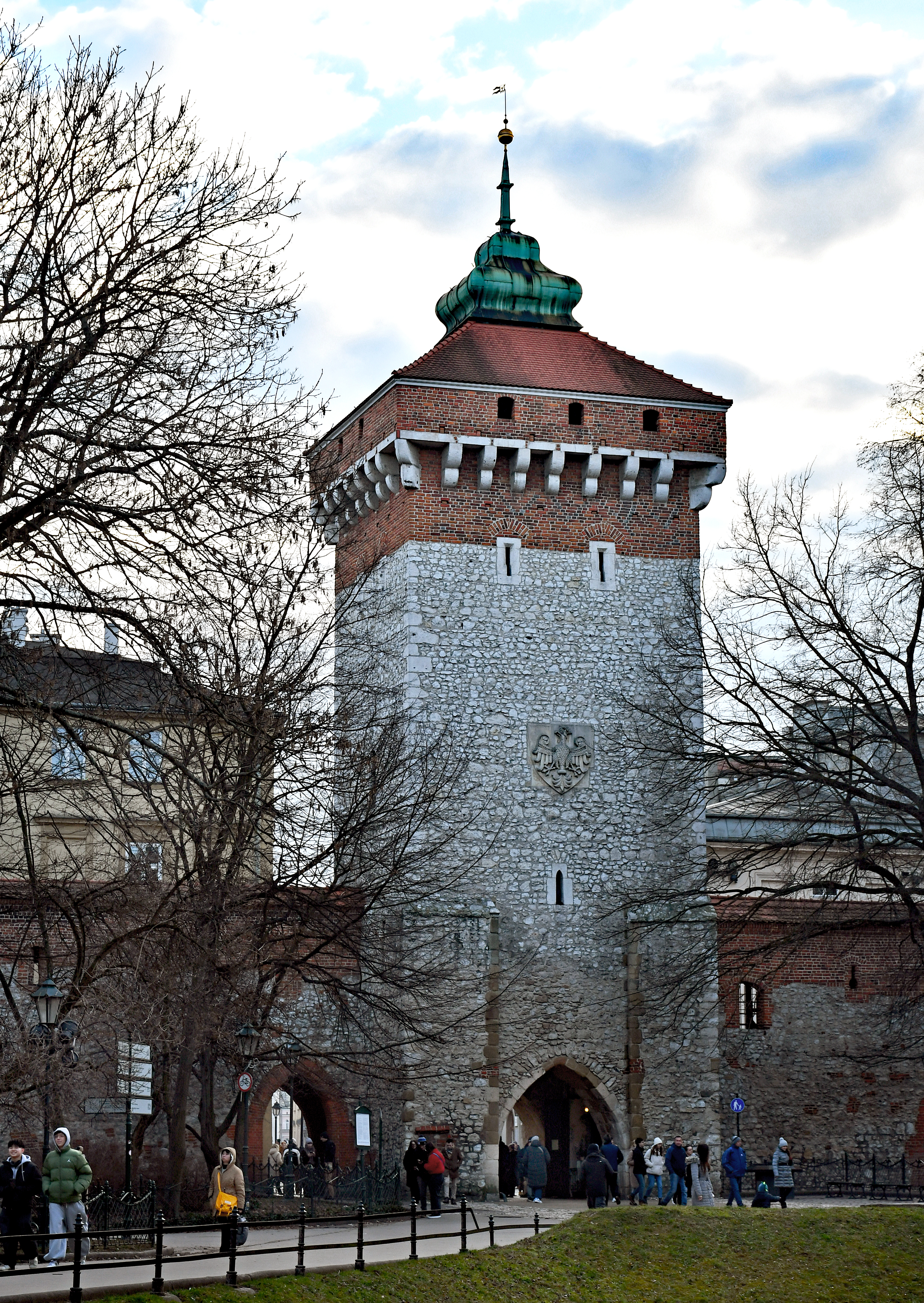
Das Florianstor vor der Sanierung
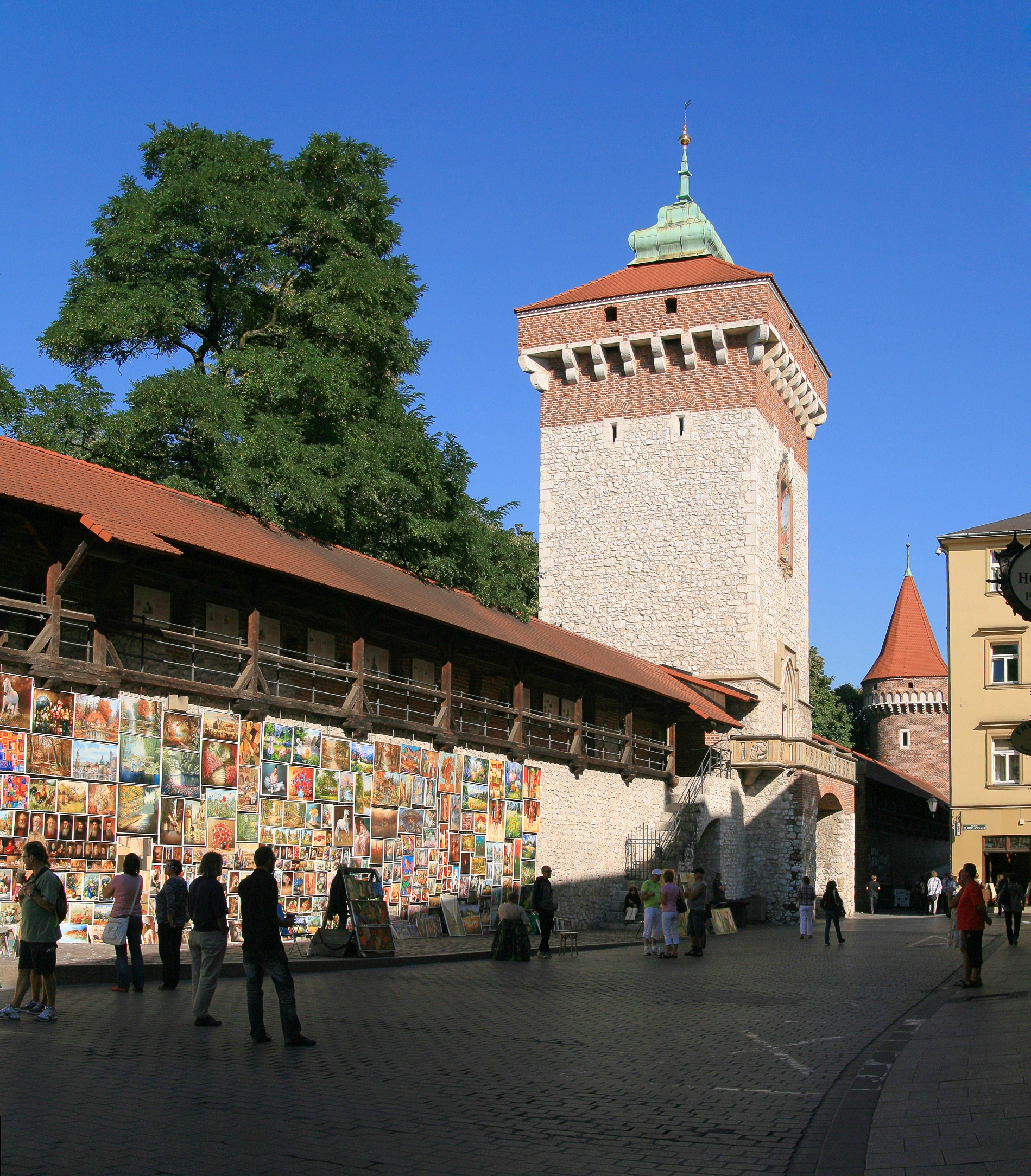
Das Florianstor in der Stadtmauer
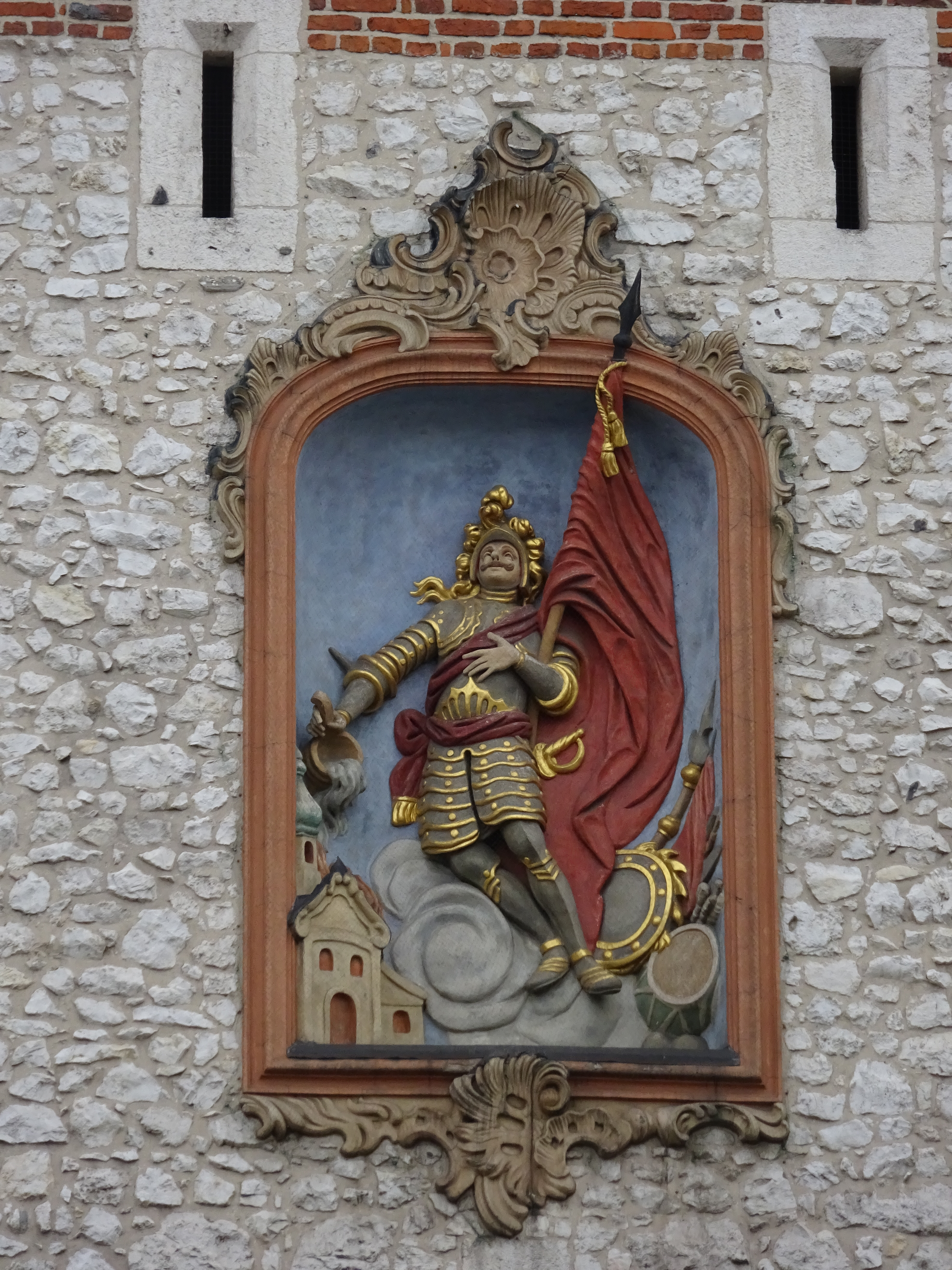
Relief St. Florian
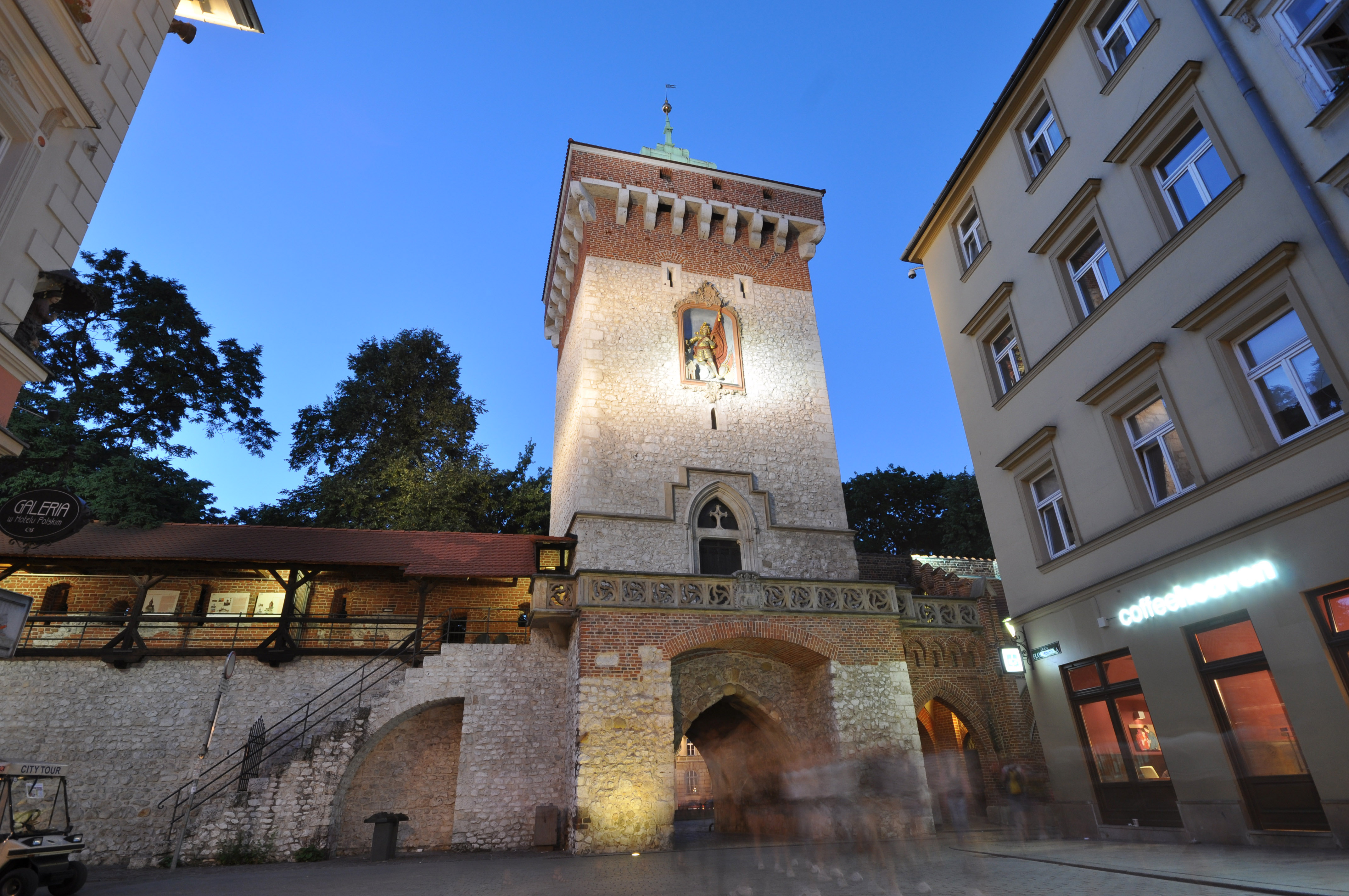
Das Florianstor in der Abenddämmerung